# Earias citrinula
Earias citrinula är en fjärilsart som beskrevs av Embrik Strand 1917. Earias citrinula ingår i släktet Earias och familjen trågspinnare. Inga underarter finns listade i Catalogue of Life.